# ウィズワン
ウィズワン株式会社（英称：ZOJIRUSHI-BABY LTD.）は、大阪府東大阪市に本社を置くベビーカーやシルバーカーなど主に補助用運搬機具の製造販売をおこなう企業である。旧社名は象印ベビー株式会社だが、象印マホービンとの関係はない。

## 会社概要
創業から今日までベビーカーの製造販売をおこなう。近年は国内人口の高齢化や、ベビーカーでも他の西松屋チェーンや赤ちゃん本舗などの子供用品を取り扱う店が多様なベビーカーを販売しているため、シルバーカーやアルミステッキなど製造品目は高齢者向けへと移行しつつある。

## 沿革
- 1930年 創業者の宮城卯三郎が大阪・浪速区で乳母車の製造を開始。
- 1941年 大阪市東住吉区に工場を移転するも戦災で工場を焼失。これにより会社閉鎖を余儀なくされる。
- 1949年 大阪市東成区で乳母車の製造を再開する。
- 1953年 株式会社に改組。「ミヤギ工業所」と命名される。
- 1970年 新たな工場を東大阪市に竣工。同時に本社機能を同地に移すと共に、社名を「象印ベビー株式会社」に変更。
- 2010年 創業80周年を迎える。
- 2018年 社名を「ウィズワン株式会社」に変更。